# 遠宗駅

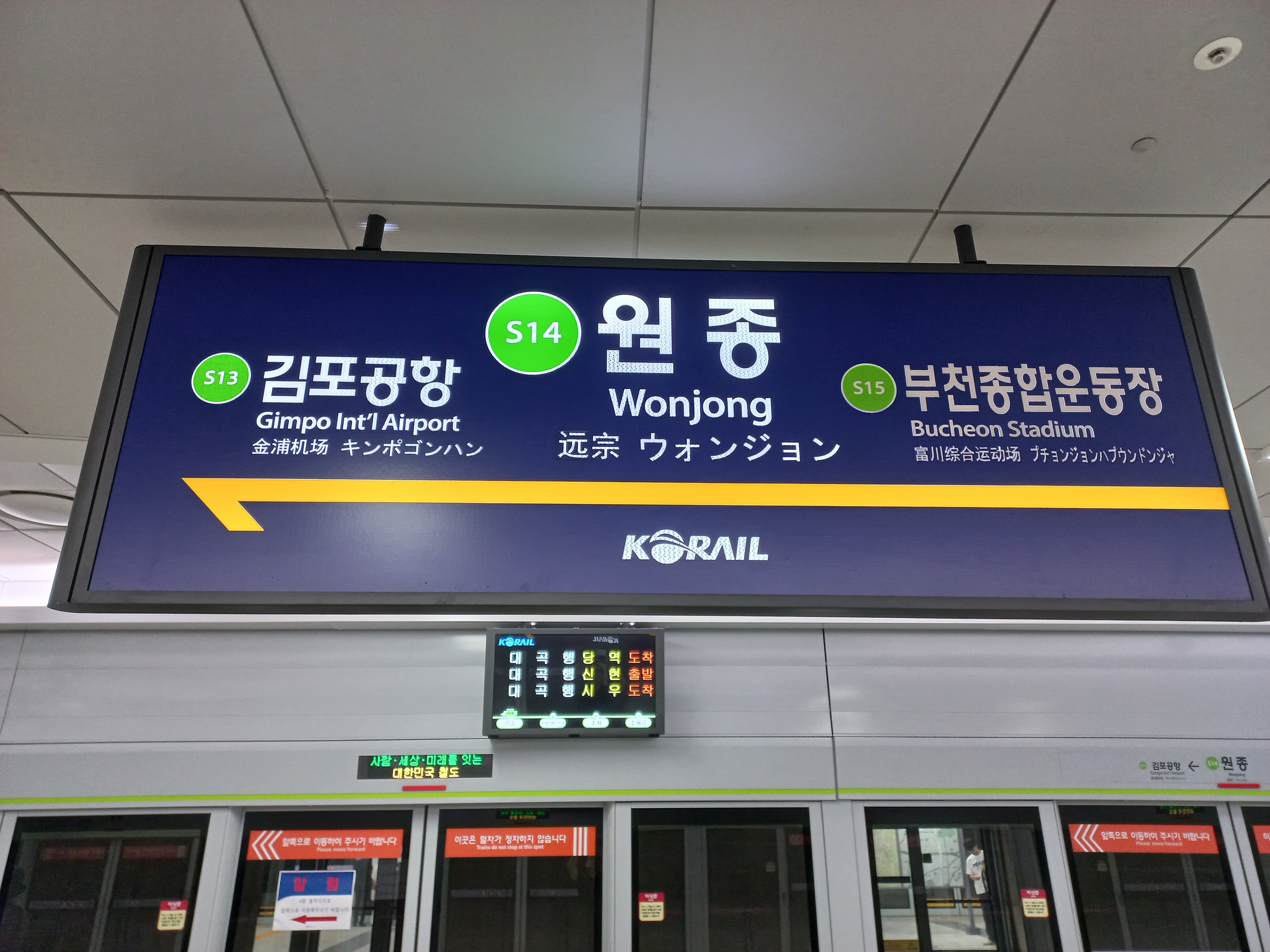
駅名標

遠宗駅（ウォンジョンえき、朝鮮語: 원종역）は、大韓民国京畿道富川市梧亭区遠宗洞の西海線の駅。

## 歴史
- 2017年3月13日 - 着工。
- 2023年7月1日 - 西海線の大谷駅 - 素砂駅間延長開通により開業[1]。

## 構造
2面4線のプラットホームを有する。

### のりば
| 上行 | ● 西海線 | 一山方面 |
| 下行 | ● 西海線 | 元時方面 |

## 隣の駅
素砂元時線運営
●西海線　
金浦空港駅 (S13) - 遠宗駅 (S14) - 富川総合運動場駅 (S15)